# Lobomastax angulata
Lobomastax angulata är en insektsart som beskrevs av Marius Descamps 1964. Lobomastax angulata ingår i släktet Lobomastax och familjen Euschmidtiidae. Inga underarter finns listade i Catalogue of Life.